# 문희준
문희준(文熙晙, 1978년 3월 14일~)은 대한민국의 가수이자 배우 겸 방송인이다. 보이 그룹 《H.O.T.(High-five Of Teenagers)》의 리더를 맡았으며, 팀이 해체된 이후 솔로 가수로도 활약하였다.
개인 앨범 수록 및 솔로 가수의 입장으로써의 대표곡으로는 《Alone》, 《Red & White》, 《아낌없이 주는 나무》, 《G선상의 아리아》, 《전설》, 《기억이란 작은 마을》 등이 있다. 1996년부터 2001년까지 아이돌 보이 그룹 《'H.O.T'》의 리더였던 그는, 2000년 6월 한국마약퇴치운동본부 마약퇴치 홍보대사, 2011년 8월 제주 세계 7대 자연경관 유치 도전 홍보대사 등을 지냈었으며, 현재는 주로 방송인으로 활약하고 있다.

## 학력
- 중산고등학교[3] (졸업)
- 서울예술대학 방송연예학과 (전문학사)
- 경기대학교 다중매체영상학부 연기학 전공 (학사)
- 경기대학교 대학원 레저스포츠학과 (석사과정 수료)

## 활동

### H.O.T.와 솔로 전향
문희준은 1978년 3월 14일, 대한민국 서울특별시 강남구 문정동(1988년 1월 1일 이후 지금의 대한민국 서울특별시 송파구 문정동)에서 1남 1녀 가운데 첫째(장남)로 태어났다. 아버지는 기타리스트였다. 고등학생 시절(1994년)에는 서울 송파구에서 주로 노란바지를 입고 춤을 추다가, 1996년 보이 그룹 《H.O.T.》의 구성원으로 데뷔한다.
한편, 보이 그룹 《H.O.T.》로 데뷔하기 이전에는 남성 2인조 보컬 음악 그룹 《녹색지대》의 구성원이 될 뻔 했지만 나이가 어리다는 이유 때문에 불발되었다.

### 군 입대 이후
2005년 11월 21일에 육군논산훈련소에 입소하였으며, 운전병으로 복무하다가 2006년에 연예병사에 지원하여 발탁되었으며 2007년 국군방송(KFN) FM 〈문희준의 Music Talk Show〉의 DJ로 진행을 맡은 바가 있다. 그의 입대는 당시 여러 남성 연예인들이 군복무 기피로 사회적 물의를 일으킨 것과는 대조적으로 비쳤다. 2007년 11월 20일에 전역하였다. 그의 여동생은 동년 12월 1일에 결혼하였다.

### 안티팬
H.O.T.에서 솔로 데뷔때부터 남성들을 중심으로한 안티 세력이 생겼다.
문희준에 대한 안티 행위에는 문희준의 음악 실력에 대한 비판도 있었지만, 대개 외모나 와전된 발언을 비하하는 인신 공격 수준의 단순한 비난이었다.
그들은 은어로 10대 열성 소녀팬들을 비하하기 위해 속칭 빠순이라 지칭하였으며, 문희준을 무뇌충(無腦蟲)으로 부르기도 했다. 이때 만들어진 빠순이라는 은어는 지금까지 사용되고 있으며 심지어 연예 뉴스에서도 자주 찾아볼 수 있는 단어가 되었다.
디시인사이드나 웃긴대학과 같은 커뮤니티 웹사이트에서 속칭 필수요소가 된 문희준을 희화화한 합성사진과 유행어들이 끊임없이 폭발적으로 만들어졌다.
그의 노래 가사 중의 일부를 따온, 뷁과 같은 부정적인 속어도 유행하였다.
한 웹사이트에서 주최한 《2003 최악의 딴따라 워스트 어워드》에서 “최악의 가수 부문” 및 무려 네 개 부문에 후보로 오를 정도로 가수 문희준에 대한 안티 행위는 특히 2002년 무렵부터 집요해졌다.
안티들의 기세에 힘입어 김구라는 자신이 진행하는 인터넷 방송에서 문희준에게 인신공격이 포함된 심한 욕설을 퍼붓기도 하였다.
그의 발언들은 이른바 ‘문희준 어록’이라 불리며 인터넷을 통해 급속도로 퍼졌다.
하지만, 그 내용중 대부분은 문희준을 의도적으로 비하하기 위해 만들어낸 허위사실이 대부분이며 안티들이 지적하는 이른바 ‘건방진’ 언행들은 대부분 신문 기사나 네티즌들의 입을 통해 전파되면서 지나치게 과장된 내용이 대부분이며, 일부는 팬들의 웹상에서의 말 실수를 문희준의 말 실수로 오해한 내용이 많았다. 대표적으로 무려 100만 여건의 악플이 달린 네이버 뉴스의 댓글은 국내 뉴스 댓글중 기네스에 오르며 안티계의 최고봉으로 정점에 이른다.
이러한 안티들의 행동은 문희준이 2007년 11월 20일에 현역 만기 제대한 이후 대부분 사그라들었다. 후에, 김구라는 '문희준은 보살'이란 말과 함께 문희준에게 과거 인터넷 방송에서 자신이 퍼부었던 인신공격들에 대한 사죄의 뜻을 밝혔다.

### 잘못된 소문에 대한 해명
제대후 MBC의 토크쇼 《무릎팍도사》에 출연해 '문희준 어록'에 대한 해명을 하였다. 어록 중 대표적인 것으로 “레드 제플린을 모른다”라는 부분은 문희준이 방송 DJ이던 시절, DJ의 입장에서 “레드 제플린에 대해 소개해 달라”라는 취지의 질문을 한 것이 와전된 것이라고 해명했다. 또한 “오이 3개만 먹고 연습했다”라는 발언은 인디 아티스트에게 모욕을 주기 위한 것이 아니며, 한때 몸이 많이 불어나는 바람에 다이어트 차원에서 오이만 먹었던 적이 있는데, 이에 대한 발언이 와전된 것이라고 한다. 또한 오인용 플래시에 나온 내용과 달리 문희준은 군 면제를 받은 적이 없다고 밝혔다.
문희준의 소속사는 한때 안티팬들을 상대로 고소하는 해프닝이 생기기도 했지만, 후에 오히려 본인이 고소를 취하했다.

## 기타
- 현재 문희준이 살고 있는 파주 소재의 저택은 문희준이 H.O.T. 활동을 해서 번 돈으로 구매했다. 그러나 2011년 2월 28일 《밤이면 밤마다》 방송에서 한 발언 때문에, 그 집을 1996년 당시 1억 2천만원을 주고 샀으나 10억원으로 인상됐다고 잘못 알려져, 이 점을 근거로 HOT의 1집 정산금액이 1억 2천이라고 잘못 알려졌다. 하지만 해당 방송을 정확히 보면 자막을 잘못 썼음을 알 수 있다. 문희준은 1996년에 샀다고 말한 적이 없는데, 방송 자막이 15년전이라고 잘못 쓰여있었다. 당시 방송 내용을 보면, HOT 시절 15억원짜리 광고를 했는데 지금 시가로 치면 40억 정도 할거라면서, 왜냐하면 그때 내가 1억 2천 짜리 집을 샀는데 그것이 10억이 됐다고 말하고 있다. 즉 그 집은 HOT 시절 15억원짜리 광고를 했을 때 산 집이지, 1996년에 산 집이 아니다. 또한 2013년 5월 29일 《라디오스타》에서 해명하길, 그 파주 집이 1억 2천에서 10억 오른 것이 아니라, 다른 집이 그렇게 오른 것이라고 밝혔다. 2019년 6월부터 출연을 시작한 슈퍼맨이 돌아왔다를 통해 기존 파주주택에서 서울특별시 용산구 공동주택으로 이사함이 공개됨에 따라 파주주택 논란은 일단락됐다. 뉴스검색결과(네이버 뉴스검색시스템)[깨진 링크(과거 내용 찾기)]
- 2019년 달 문희율 양(태명:잼잼이)과 아내 소율의 담백한 일상을 슈퍼맨이 돌아왔다에서 수수하게 공개한 점과 불후의 명곡 서브 진행자로서의 진행력을 인정받아 2019 KBS연예대상에서 명예의 데뷔후 첫 연예대상을 수상했다.[13]

## 앨범
H.O.T. 때의 앨범은 해당 페이지 참고.
- 1st Album《Alone...》(2001년 10월 5일)
- 2nd Album《Messiah》(2002년 7월 19일)
- Live Album《LIVE REVOLUTION》(2002년 12월 9일)
- 3rd Album《LEGEND》(2003년 7월 29일)
- Best Album《A Soaring For Dream》(2004년 4월 28일)
- 1st Single Winter Letter (2004년 12월 22일)
- 4th Album《Triple X》(2005년 9월 12일)
- Special Album《hj》(2008년 3월 10일)
- 1st Mini Album《LAST CRY》(2009년 6월 19일)
- 2nd Mini Album《BEGINS》(2013년 1월 18일)

## 방송

### 예능
- KBS2 《TV는 사랑을 싣고》
- MBC 《해피타임》
- Mnet 《와이드 연예뉴스》
- MBC 《세바퀴》
- MBC 《이경규의 요리원정대》 (2016.02.06 ~ 2016.02.07 종영)
- JTBC 《수상한 미용실 - 살롱드림》 (2015.10.05 ~ 2015.11.09 종영)
- E채널 《더 맛있는 원샷》 (2015.07.16 ~ 2015.09.03 종영)
- KBS2 《대단한 레시피-마트에 가자》 (2015.06.04 ~ 2015.06.18 종영)
- KBS W 《나르는 쇼퍼맨》 (2014.11.03 ~ 2015.01.19 종영)
- JTBC 《동갑내기》 (2014.09.07 ~ 2014.09.08 종영)
- 온스타일 《위시》 (2014.07.19 ~ 2014.08.09 종영)
- SBS 《매직아이》 (2014.07.08 ~ 2014.11.18 종영)
- Mnet 《문희준의 순결한 15》 (2013.07.03 ~ 2015. 02. 11 종영)
- KBS2 《별친구》(2014.01.25 ~ 2014.02.01 종영)
- QTV 《미소년 통신》(2013.11.26 ~ 2013.12.25 종영)
- QTV 《20세기 미소년》 (2013.04.16 ~ 2013.11.19 종영)
- KBS2 《불후의 명곡 - 전설을 노래하다》(2011.06.04 ~ 2020.8.15 하차)
- SBS 《강심장》(2009.10.06 ~ 2011.06.21 하차)
- SBS 《놀라운 대회 스타킹》(2007.01.13 ~ 2011.10.08 하차)
- MBC 《댄싱 위드 더 스타》(2011.6.10 ~ 2011.08.26 종영)
- MBC every1 《식신원정대 시즌 2》(2010.12.06~2011.05.30 종영)
- MTV 코리아 《아이돌 유나이티드》(2010.05.22 ~ 2010.08.07 종영)
- MBC 에브리원 《스타 포토그래퍼 탄생기 - 열혈포스》(2010.05.10~2010.06.28 종영)
- KBS Joy 《대격돌! 아이돌리그》(2010.05.04 ~ 2010.06.22 종영)
- Y-STAR 《디시인사이드 SHOW》 진행(2010.05.28 하차)
- MBC ESPN 《F1 스피드 레이서》(2010.03 ~ 2010.04 종영)
- MBC 에브리원 《블링블링 에브리쇼 - 스토커》(2010.01.22 ~ 2010.03.26 종영)
- tvN 《tVN ENEWS》월요일 패널 (2009.11.23 ~ 2010.08.02 하차)
- MBC every1 《기상천외! 묻지마 선수단》(2008.11.06~2009.01.22 종영)
- Mnet 《문희준의 음악반란》(2008.04.02~2008.07.09 종영)
- SBS 《절친노트 시즌 2》(2009.06.19 ~ 2009.12.25 종영)
- SBS 《절친노트 시즌 1》(2008.10.31 ~ 2009.06.12 종영)
- KBS2 《개그콘서트》(게스트 출연, 2009년 7월 12일 방송)
- 2015년 6월 15일 ~ 2018년 5월 13일 KBS 쿨FM 《정재형, 문희준의 즐거운 생활》 DJ
- 2018년 5월 14일 ~ 2020년 3월 1일 KBS 쿨FM 《문희준의 뮤직쇼》
- EBS2 《세상의 모든 법칙 Talk》
- JTBC 《싱포유》
- 채널A 《아빠본색》
- KBS2 《슈퍼맨이 돌아왔다》(2019.06.09 ~ 2020.08.09 하차)

### 드라마•시트콤
- 1997년 MBC 《남자 셋 여자 셋》 - 1997년 8월 문화대학교 축제 초대 가수 역 (특별출연)
- 1998년 SBS 《순풍산부인과》(특별출연)
- 2009년 MBC 《태희 혜교 지현이》
- 2012년 tvN 《응답하라 1997》 - (목소리출연) (특별출연)

## 수상 경력
- 2001년 KMTV 가요대전 네티즌 인기상, 본상
- 2001년 MBC 연기대상 인기상 (라디오 진행자 부문)
- 2002년 Mnet 뮤직비디오 페스티벌 네티즌 인기상
- 2002년 SBS 가요대전 록 부문 상
- 2002년 KMTV 코리안 뮤직 어워드 NATE상, 올해의 가수상
- 2003년 KMTV 코리안 뮤직 어워드 시청자 인기상, 올해의 가수상
- 2004년 Mnet 뮤직비디오 페스티벌 파란상
- 2005년 Mnet 뮤직비디오 페스티벌 네티즌 인기상
- 2009년 SBS 연예대상 베스트 엔터테이너상
- 2011년 제19회 대한민국문화연예대상 예능 부문 대상
- 2013년 KBS 연예대상 정보 쇼.오락 부문 최고 엔터테이너상
- 2018년 KBS 연예대상 토크&쇼 부문 최우수상
- 2019년 KBS 연예대상 대상 (슈퍼맨이 돌아왔다 아빠들)

### 가요 프로그램 1위
| 연도            | 수상 내역 (총 1회)                                           |
| --------------- | ------------------------------------------------------------ |
| 2002년 (총 1회) | - 아낌없이 주는 나무 (총 1회) - 9월 1일 SBS 《인기가요》 1위 |

## 가족 관계
- 부모 및 형제자매

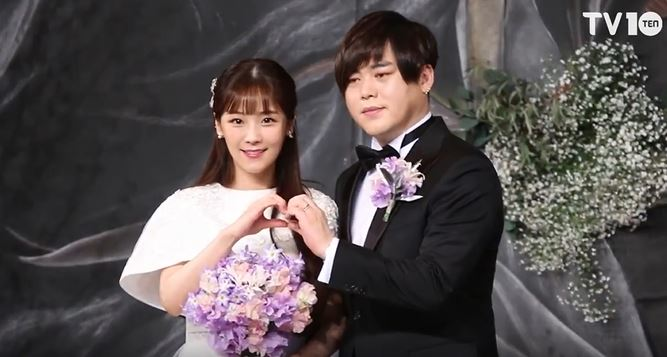

- 아버지 문광식(1955년 9월 10일~) - 기타리스트 출신
- 어머니 이희경(1957년 9월 11일~2020년 12월 22일) - 배우 출신인 이향(본명 이근식, 1914년~1991년)의 딸이다.
  - 동생 문혜리(1981년~) : 기혼, 슬하 1남 1녀
- 본인 관련 직계 가계
  - 배우자 소율(1991년~) : 걸 그룹 크레용팝 출신으로 2016년 4월부터 교제하였으며[14], 2017년 2월 12일 신라호텔에서 결혼식을 올렸다.[15]
  - 자녀
    - 맏딸 문희율(2017년~) : 태명은 잼잼이. 2017년 5월 12일에 첫 딸을 출산하였다.[16] 딸과 함께 2019년 6월부터 2020년 8월까지 슈퍼맨이 돌아왔다로 가족의 일상을 공개했었다.[17][18]
    - 막내아들 문희우(2022년~) : 태명은 뽀뽀. 2022년 2월에 자신의 가족이 운영하는 유튜브채널-(재미하우스)를 통하여 둘째 임신사실을 알렸다.기사[깨진 링크(과거 내용 찾기)][깨진 링크(과거 내용 찾기)] 2022년 9월 7일 둘째 아들을 출산하였다. 2024년 3월 슈퍼맨이 돌아왔다로 아들 희우와 함께 출연했다.[19]이후 2024년 7월에 하차하였다.